# (8889) Mockturtle
(8889) Mockturtle (1994 OC) – planetoida z pasa głównego asteroid okrążająca Słońce w ciągu 5,3 lat w średniej odległości 3,04 au. Odkryta 31 lipca 1994 roku.